# Nightbreed of Macabria
 (septembre 2024).
Si vous disposez d'ouvrages ou d'articles de référence ou si vous connaissez des sites web de qualité traitant du thème abordé ici, merci de compléter l'article en donnant les références utiles à sa vérifiabilité et en les liant à la section « Notes et références ».

Nightbreed of Macabria est le sixième album de Theatres des Vampires. Cet album est vraiment différent des précédents car il ne contient plus aucun élément, même infime, d'une musique black metal, contrairement aux réalisations précédentes. L'album est sorti en mai 2004. Il s'agit du dernier album où Lord Vampyr est le leader du groupe ; en effet, après ce sixième effort, Sonya Scarlet prendra définitivement les rènes de Theatres des Vampires,  avec l'album Pleasure and Pain, septième du groupe.

## Titres
Les pistes de cet album sont :
1. Welcome To Macabria - 02:23
2. A Macabre Banquet - 04:10
3. Lady In Black - 04:17
4. Angel Of Lust - 05:20
5. Luciferia - 05:30
6. Incubo # 1 - 01:38
7. Macabria - 04:30
8. The Jester's Shadow - 04:03
9. The Golden Sin - 04:28
10. Carnival Day - 04:48
11. Incubo # 2 - 01:13
12. The Curse Of Headless Christ - 05:48
13. Mourning Day - 04:14
14. The Undertaker & The Crow - 04:33
15. The Beginning Of The End - 05:15

Bonus track :
1. La Danse "Macabria" Du Vampire (Club Mix) - 03:26